# Dombeya oblongipetala
Dombeya oblongipetala är en malvaväxtart som beskrevs av Arenes. Dombeya oblongipetala ingår i släktet Dombeya och familjen malvaväxter. Inga underarter finns listade i Catalogue of Life.